# Hubová
Hubová é um município da Eslováquia, situado no distrito de Ružomberok, na região de Žilina. Tem 16,7 km² de área e sua população em 2018 foi estimada em 1.062 habitantes.

## Demografia
| Ano:        | 1994 | 2004   | 2014   | 2024   |
| ----------- | ---- | ------ | ------ | ------ |
| Broj ljudi: | 1057 | 1063   | 1060   | 1085   |
| Razlika:    |      | +0,56% | -0,28% | +2,35% |

| Ano:               | 2023 | 2024   |
| ------------------ | ---- | ------ |
| Número de pessoas: | 1088 | 1085   |
| Diferença:         |      | -0,27% |